# Fjärran Östern

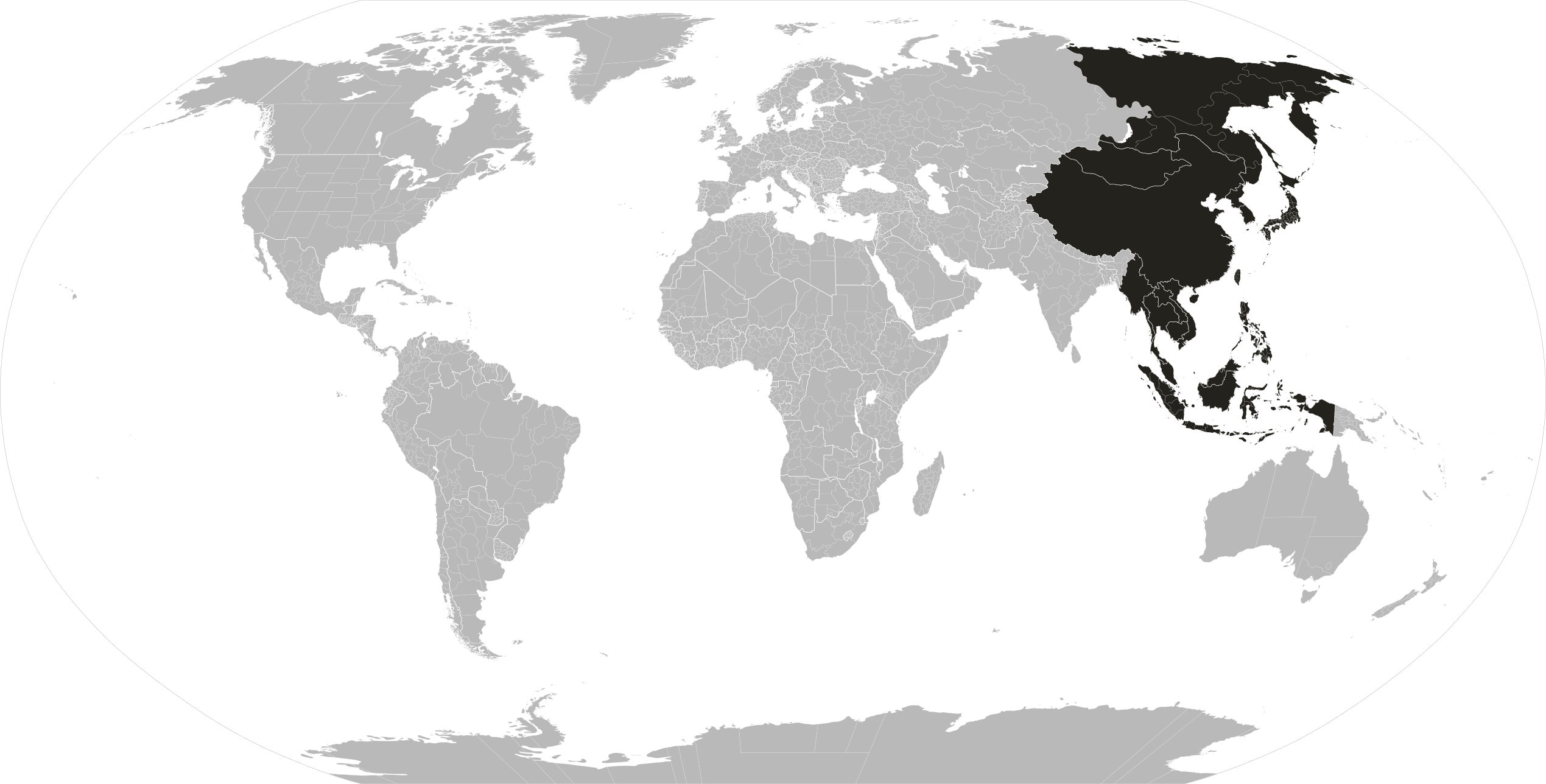
Världskarta där Fjärran Östern är svartmarkerad.

Fjärran Östern är en sammanfattande benämning på länderna i Östasien och Sydostasien, det vill säga Kina, Japan, östra Ryssland, Koreahalvön med flera. Oceanien räknas inte in, sånär som på västra Nya Guinea, som är en del av det i övrigt asiatiska landet Indonesien. Begreppet är bildat i ett tidigare europeiskt perspektiv.